# Sainte-Gemme (Gironde)
Pour les articles homonymes, voir Sainte-Gemme.
Sainte-Gemme (Senta Gema en gascon) est une commune du Sud-Ouest de la France, située dans le département de la Gironde (région Nouvelle-Aquitaine).
Ses habitants sont appelés les Saint-Gemmois.

## Géographie

### Communes limitrophes
Les communes limitrophes en sont Saint-Vivien-de-Monségur à l'est, Saint-Michel-de-Lapujade au sud-est, Fossès-et-Baleyssac au sud-ouest, Saint-Sulpice-de-Guilleragues à l'ouest et Monségur au nord.
|                               | Monségur     |                          |
| Saint-Sulpice-de-Guilleragues | Sainte-Gemme | Saint-Vivien-de-Monségur |
| Fossès-et-Baleyssac           |              | Saint-Michel-de-Lapujade |

### Climat
Pour des articles plus généraux, voir Climat de la Nouvelle-Aquitaine et Climat de la Gironde.
Historiquement, la commune est exposée à un climat océanique aquitain.  
En 2020, Météo-France publie une typologie des climats de la France métropolitaine dans laquelle la commune est exposée à un climat océanique et est dans la région climatique  Aquitaine, Gascogne, caractérisée par une pluviométrie abondante au printemps, modérée en automne, un faible ensoleillement au printemps, un été chaud (19,5 °C), des vents faibles, des brouillards fréquents en automne et en hiver et des orages fréquents en été (15 à 20 jours).
Pour la période 1971-2000, la température annuelle moyenne est de 13,2 °C, avec une amplitude thermique annuelle de 15,3 °C. Le cumul annuel moyen de précipitations est de 808 mm, avec 11,2 jours de précipitations en janvier et 6,6 jours en juillet. Pour la période 1991-2020, la température moyenne annuelle observée sur la station météorologique la plus proche, située sur la commune de Talence à 15 km à vol d'oiseau, est de 14,3 °C et le cumul annuel moyen de précipitations est de 884,0 mm,. Pour l'avenir, les paramètres climatiques de la commune estimés pour 2050 selon différents scénarios d’émission de gaz à effet de serre sont consultables sur un site dédié publié par Météo-France en novembre 2022.

## Urbanisme

### Typologie
Au 1er janvier 2024, Sainte-Gemme est catégorisée commune rurale à habitat très dispersé, selon la nouvelle grille communale de densité à sept niveaux définie par l'Insee en 2022.
Elle est située hors unité urbaine et hors attraction des villes,.

### Occupation des sols

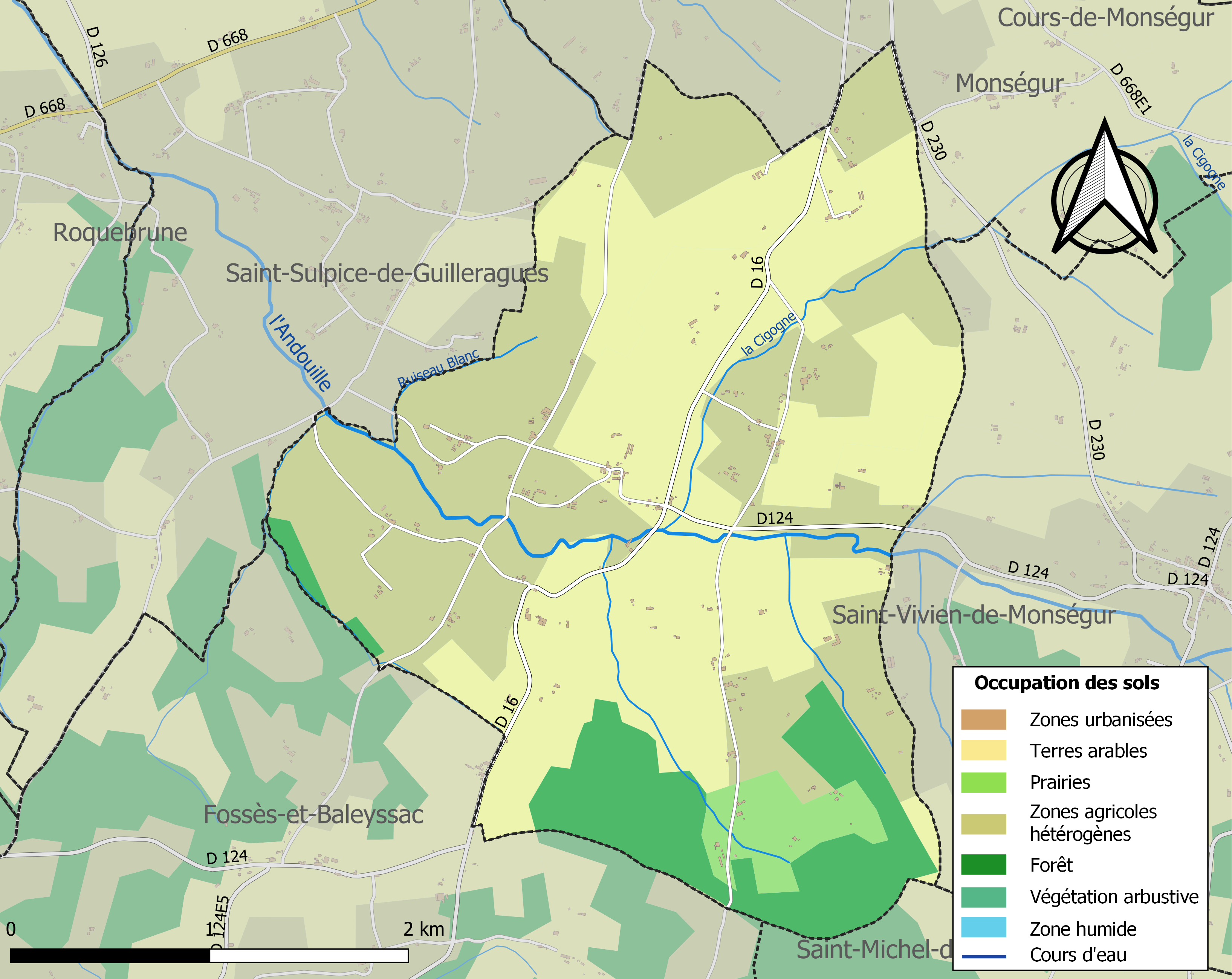
Carte des infrastructures et de l'occupation des sols de la commune en 2018 (CLC).

L'occupation des sols de la commune, telle qu'elle ressort de la base de données européenne d’occupation biophysique des sols Corine Land Cover (CLC), est marquée par l'importance des territoires agricoles (88,9 % en 2018), une proportion identique à celle de 1990 (88,9 %). La répartition détaillée en 2018 est la suivante : 
zones agricoles hétérogènes (40,7 %), terres arables (25,5 %), cultures permanentes (19,2 %), forêts (11,1 %), prairies (3,4 %). L'évolution de l’occupation des sols de la commune et de ses infrastructures peut être observée sur les différentes représentations cartographiques du territoire : la carte de Cassini (XVIIIe siècle), la carte d'état-major (1820-1866) et les cartes ou photos aériennes de l'IGN pour la période actuelle (1950 à aujourd'hui).

### Voies de communication et transports
La principale voie de communication est la route départementale D16 qui relie Mongauzy au sud et  à Monségur au nord. Le bourg proprement dit est traversé par la route communale C1 qui relie Saint-Sulpice-de-Guilleragues à l'ouest à la route départementale D124 reliant Saint-Vivien-de-Monségur à l'est.

L'autoroute la plus proche est l'autoroute A62 dont l'accès  4 La Réole est distant de 18 km vers le sud.
La gare SNCF la plus proche est celle de La Réole sur la ligne Bordeaux-Sète du TER Nouvelle-Aquitaine, distante de 12 km vers le sud.

### Risques majeurs
Le territoire de la commune de Sainte-Gemme est vulnérable à différents aléas naturels : météorologiques (tempête, orage, neige, grand froid, canicule ou sécheresse) et séisme (sismicité très faible). Un site publié par le BRGM permet d'évaluer simplement et rapidement les risques d'un bien localisé soit par son adresse soit par le numéro de sa parcelle.

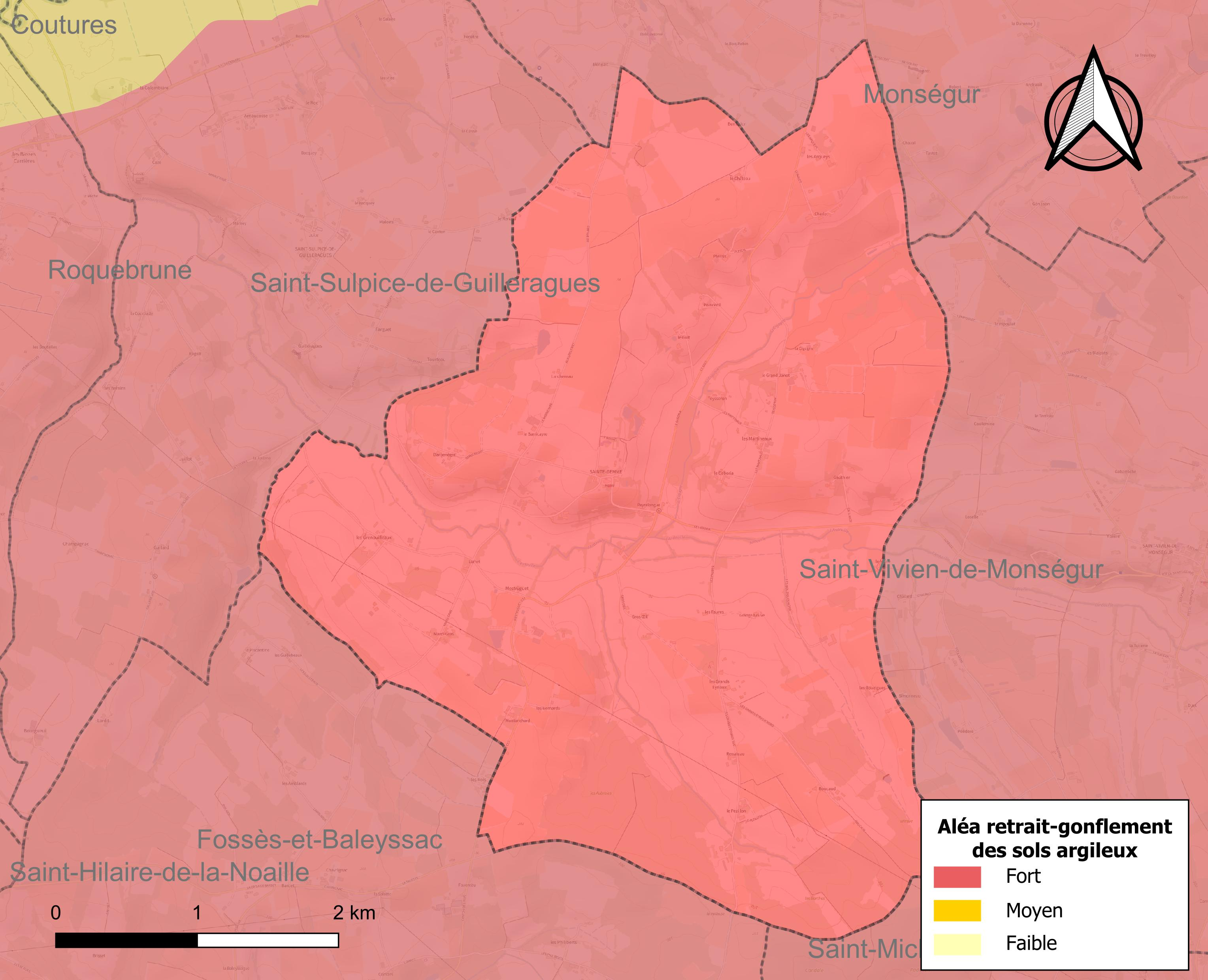
Carte des zones d'aléa retrait-gonflement des sols argileux de Sainte-Gemme.

Le retrait-gonflement des sols argileux est susceptible d'engendrer des dommages importants aux bâtiments en cas d’alternance de périodes de sécheresse et de pluie. La totalité de la commune est en aléa moyen ou fort (67,4 % au niveau départemental et 48,5 % au niveau national). Sur les 111 bâtiments dénombrés sur la commune en 2019, 111 sont en aléa moyen ou fort, soit 100 %, à comparer aux 84 % au niveau départemental et 54 % au niveau national. Une cartographie de l'exposition du territoire national au retrait gonflement des sols argileux est disponible sur le site du BRGM,.
La commune a été reconnue en état de catastrophe naturelle au titre des dommages causés par les inondations et coulées de boue survenues en 1982, 1999 et 2009, par la sécheresse en 2003 et 2017 et par des mouvements de terrain en 1999.

## Histoire
À la Révolution, la paroisse Sainte-Gemme et son annexe, Saint-Pierre d'Andraut, forment la commune de Sainte-Gemme.

## Politique et administration
| Période                                  | Période   | Identité          | Étiquette | Qualité              |
| ---------------------------------------- | --------- | ----------------- | --------- | -------------------- |
| avant 1988                               | juin 2020 | Lucien Kergeffroy |           | Agriculteur retraité |
| juin 2020                                | En cours  | Jean-Claude Dubos |           |                      |
| Les données manquantes sont à compléter. |           |                   |           |                      |

### Communauté de communes
Le 1er janvier 2014, la communauté de communes du Monségurais ayant été supprimée, la commune de Sainte-Gemme s'est retrouvée intégrée à la communauté de communes du Sauveterrois siégeant à Sauveterre-de-Guyenne.
Elle intègre ensuite la communauté des communes rurales de l'Entre-Deux-Mers le 1er janvier 2017.

## Démographie
L'évolution du nombre d'habitants est connue à travers les recensements de la population effectués dans la commune depuis 1793. Pour les communes de moins de 10 000 habitants, une enquête de recensement portant sur toute la population est réalisée tous les cinq ans, les populations de référence des années intermédiaires étant quant à elles estimées par interpolation ou extrapolation. Pour la commune, le premier recensement exhaustif entrant dans le cadre du nouveau dispositif a été réalisé en 2005.

En 2022, la commune comptait 193 habitants, en évolution de −0,52 % par rapport à 2016 (Gironde : +6,91 %, France hors Mayotte : +2,11 %).
| 1793 | 1800 | 1806 | 1821 | 1831 | 1836 | 1841 | 1846 | 1851 |
| ---- | ---- | ---- | ---- | ---- | ---- | ---- | ---- | ---- |
| 600  | 543  | 508  | 478  | 456  | 492  | 445  | 414  | 422  |

| 1856 | 1861 | 1866 | 1872 | 1876 | 1881 | 1886 | 1891 | 1896 |
| ---- | ---- | ---- | ---- | ---- | ---- | ---- | ---- | ---- |
| 394  | 380  | 398  | 324  | 393  | 360  | 328  | 330  | 322  |

| 1901 | 1906 | 1911 | 1921 | 1926 | 1931 | 1936 | 1946 | 1954 |
| ---- | ---- | ---- | ---- | ---- | ---- | ---- | ---- | ---- |
| 325  | 335  | 298  | 308  | 306  | 278  | 293  | 301  | 310  |

| 1962 | 1968 | 1975 | 1982 | 1990 | 1999 | 2005 | 2006 | 2010 |
| ---- | ---- | ---- | ---- | ---- | ---- | ---- | ---- | ---- |
| 303  | 265  | 206  | 208  | 189  | 187  | 214  | 217  | 243  |

| 2015 | 2020 | 2022 | - | - | - | - | - | - |
| ---- | ---- | ---- | - | - | - | - | - | - |
| 202  | 192  | 193  | - | - | - | - | - | - |

## Lieux et monuments
- L'église dédiée à sainte Gemme est de style roman et est dotée d'un clocher-mur à trois baies[23] en triangle.

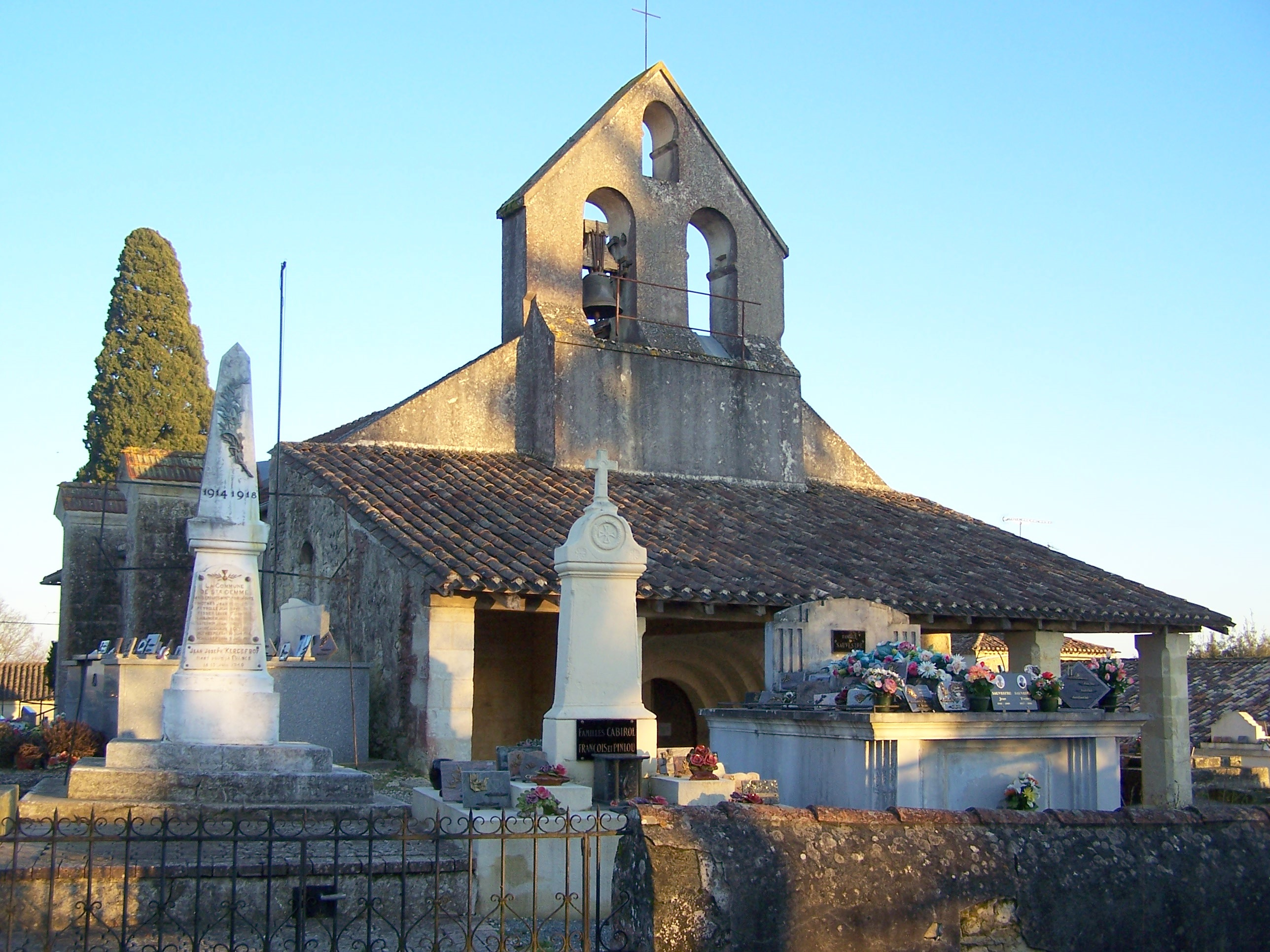
L'église (fév. 2010)
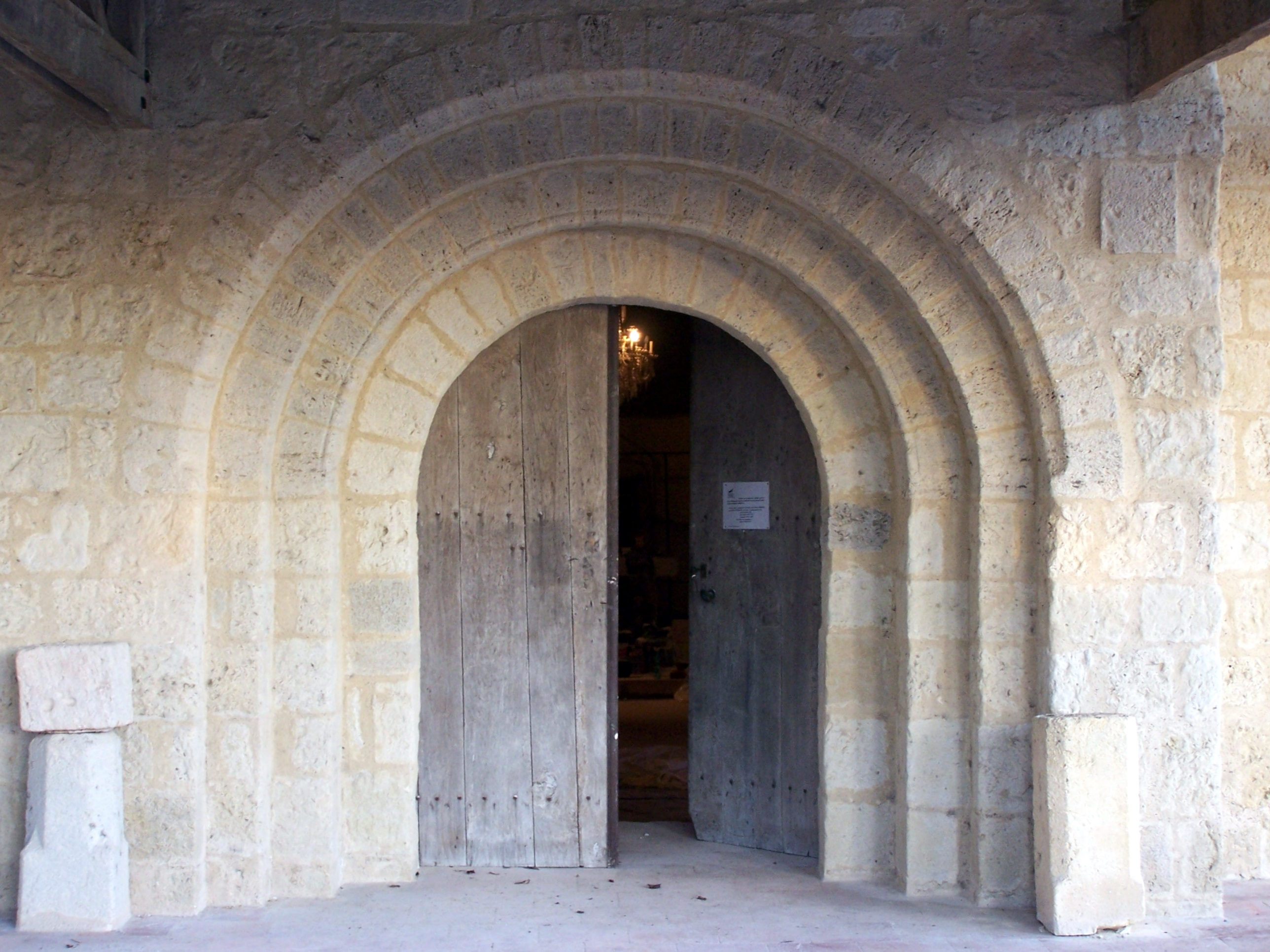
Le portail de l'église (fév. 2010)
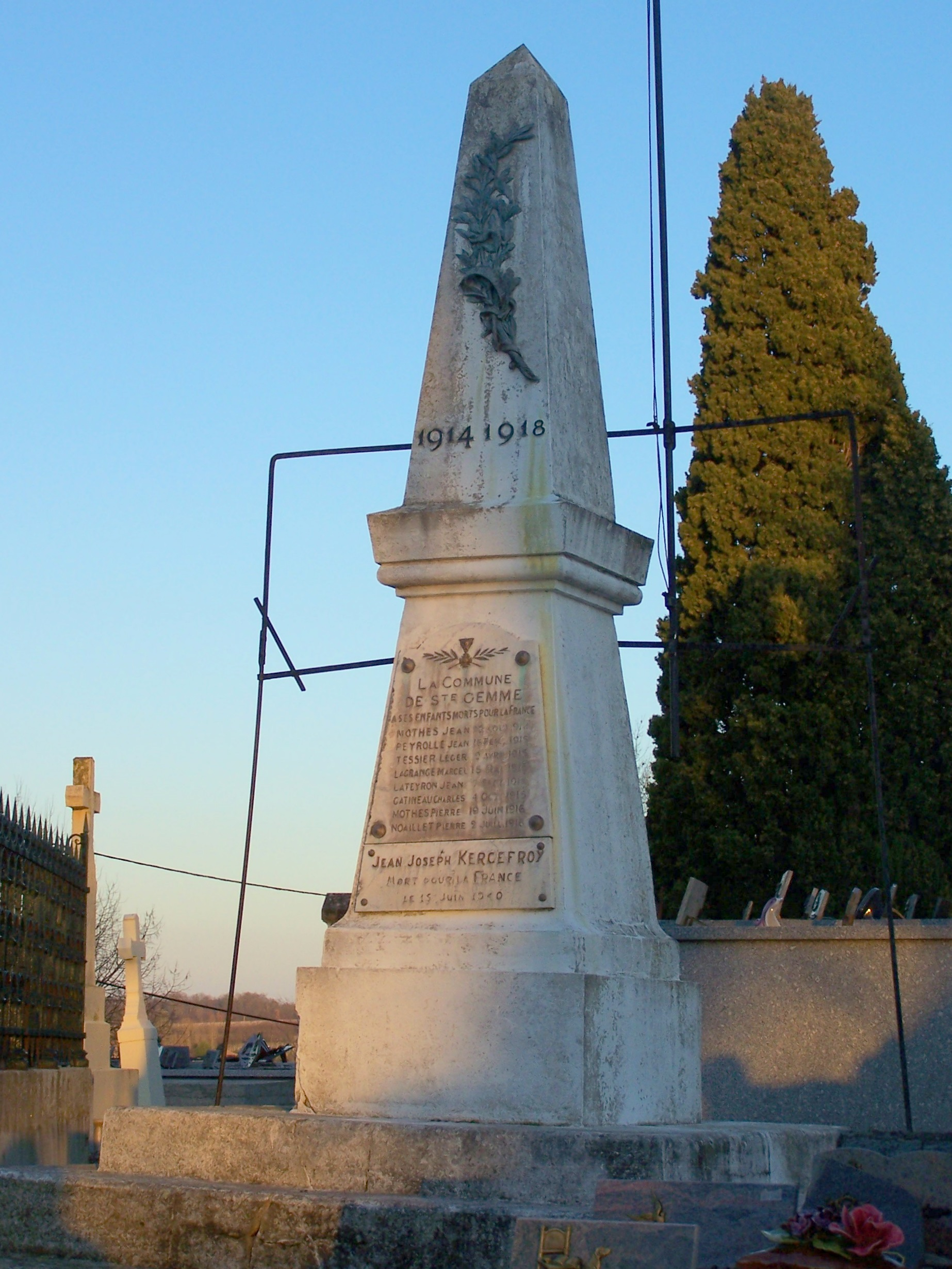
Le monument aux morts devant l'église (fév. 2010)

## Héraldique
| Blason à dessiner | Blason  | De sinople au lion d'or accosté de deux cyprès du même, surmonté d'un croissant d'argent et soutenu d'une jumelle ondée du même; au chef d'or chargé d'une grappe de raisin d'azur pamprée et accostée de deux prunes, celle de dextre posée en bande et celle de senestre en barre, le tout au naturel. |
| Blason à dessiner | Détails | Adopté le 30 mai 2022. |